# Jerbu petit pàl·lid
El jerbu petit pàl·lid (Gerbillus perpallidus) és un rosegador que es troba al nord-oest d'Egipte. El nom és degut a la semblança en aspecte amb els jerbus autèntics, malgrat pertànyer a una família diferent.

## Els jerbus pàl·lids com animals de companyia
Aquest jerbu és una mica més petit que el jerbu de Mongòlia que és el jerbu, com animal de companyia, més usual. El jerbu petit pàl·lid té els ulls un poc saltirons i té una disposició amigable. Viu de dos a quatre anys, necessita sorra per a banyar-s'hi i no necessita gaires atencions especials més. S'alimenta amb pinso normal per a jerbus petits afegint-hi proteïna, ha de tenir aigua neta. Aquest jerbu petit no s'està quiet mai quan se l'agafa amb les mans, però s'ha d'evitar que caigui.